# Севівон сов сов сов

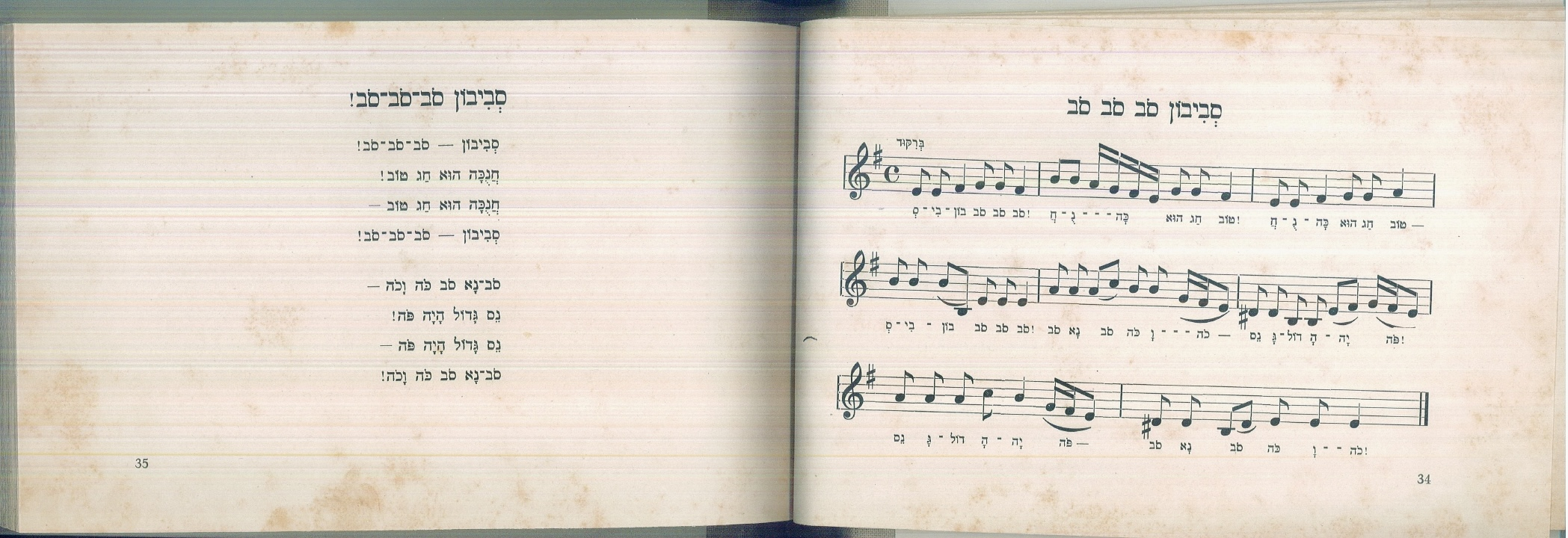
Ноти та текст пісні «Севівон сов сов сов» з «מחרזת», стр. 34-35. 1923 рік.

Севівон сов сов сов (івр.: סְבִיבוֹן סוב סוב סוב) — традиційна дитяча єврейська пісня на Хануку. Зазвичай її співають на виступах в юдейських навчальних закладах, приурочених Святу Вогнів, та під час гри в дрейдл після запалення Ханукії. 
Севівон (дрейдл, він же дзиґа) має велике значення для дітей під час Хануки, оскільки вони багато грають в цю гру, навчаючись.
Як і на самій дзиґі різняться букви - позначення, так і в пісні, є відмінності тексту: в Ізраїлі співають נֵס גָּדוֹל הָיָה פֹּה (нес ґадоль гая по — диво велике було тут), а поза межами Ізраїлю נֵס גָּדוֹל הָיָה שָׁם (нес ґадоль гая шам — диво велике було там), маючи на увазі землю Ізраїлю.

## Значення
Цей вірш у чотирьох словах підсумовує те, що сталося в Храмі під час війни з греками. Ці чотири слова також пов’язані з чотирма буквами що викорбавоні на севівоні. Жвава мелодія та легкі, зрозумілі дітям слова будуть до віку нагадуванням про трагедію, перемогу та ханукальне диво.

## Історія
Про те як виникла мелодія, автор багатьох дитячих книжок, та пісні «Севівон сов сов сов», Левін Кіпніс, розповів в інтерв’ю Ципі Флейшер, 9 липня 1963 р., (надруковане в її книзі «Історичний розвиток єврейської народної пісні» (התפתחותו ההיסטורית של שיר העם העברי), Хайфа 1964/2009). Вірш про севівон, було опубліковано в 1923 році в книзі «מחרוזת» (видавництво הוצאת אמנות, Франкфурт) Левіна Кіпніса, та лише через деякий час, вірш був накладений на народну мелодію, яку автор отримав від музикознавця, композитора та збирача єврейської народної музики Авраама Цві Ідельсона (спочатку він використав цю мелодію, щоб заспівати пісню «Від річки Йордан, від гори Ґілеад»). Перед остаточним утворенням пісні в тому вигляді, якою вона дійшла до сучасності, Кіпніс попросив ізраїльського композитора (народженого у Києві 1901 р.) Наума Нарді написати мелодію до вірша, але йому не сподобався запропонований варіант, тому він використав саме ту народну мелодію, яку запропонував автору Ідельсон.
На основі листів, надісланих Меїром Ноєм, досліднику руського співу, Урі Якубовіцу в квітні 1995 р., видно, що мелодія Ідельсона не належить до його особистого авторства, а являється народною, оскільки вона має український стиль вірогідно музики та танцю "коломийка".

## Мелодійність
Темп швидкий або середній, залежить від виконання. У більшості версій, мелодія жвава, танцювальна, що підкреслює ігрову природу пісні та веселощі на свято Ханука.

## Текст пісні
| Іврит                                                 | Транслетирація                                                                      | Переклад                                                                                  |
| ----------------------------------------------------- | ----------------------------------------------------------------------------------- | ----------------------------------------------------------------------------------------- |
| סְבִיבוֹן סוב סוב סוב חנכּה הוא חג טוב סְבִיבוֹן סוב סוב סוב | севівон – сов сов сов, ханука гу хаґ тов. ханука гу хаґ тов, севівон – сов сов сов. | Дзиґа, крутись, крутись, крутись, Ханука – гарне свято, Дзиґа, крутись, крутись, крутись. |
| В межах Ізраїлю                                       |                                                                                     |                                                                                           |
| סוֹב נָא, סוֹב כֹּה וָכֹה נֵס גָדוֹל הָיָה פֹּה סוֹב נָא, סוֹב כֹּה וָכֹה  | сов на, сов ко ва-хо, нес ґадоль гая по, сов на, сов ко ва-хо.                      | Кружляй ж кружляй туди-сюди, ‎ Диво велике було тут, Кружляй ж кружляй туди-сюди.          |
| Не в Ізраїлі                                          |                                                                                     |                                                                                           |
| חַג שִׂמְחָה הוּא לַעָם נֵס גָדוֹל הָיָה שָם חַג שִׂמְחָה הוּא לַעָם        | Хаґ сімха гу лаам Нес ґадоль гая шам Хаґ сімха гу лаам                              | Свято радості для народу, Велике диво сталося там, Свято радості для народу.              |